# Гаспра
Га́спра (також Ґа́спра, крим. Gaspra) — селище в Україні, у складі Ялтинського району Автономної Республіки Крим. Розташоване за 10,5 км на південний захід від Ялти.

## Назва
Назва Гаспра, з варіантом Гаспар (від грец. άσπρος — білий), слід розглядати як епітет, що характеризує топонімічний об'єкт — село, укріплення, фортецю. Наприклад, відомі Аспра-Ісар — «біла фортеця» (поблизу сучасної Гаспри в Криму) і Аспрохорі (Ασπροχώρι), тобто «біле село» (у материковій Греції), від яких залишився в даному випадку тільки епітет Аспра.

## Географія
Часовий пояс — UTC+2. Загальна площа Гаспри — 5 км². Довжина селища міського типу з півночі на південь близько 2 км, зі сходу на захід близько 3 км.
Автошляхами селище пов'язане з містами Ялта (10,4 км, автошлях Т 2709), Алупка (7 км), Севастополь (68 км). Розташоване на низовині з ялівцево-дубовими лісами Південного берегу Криму, у прибережній зоні, надійно захищеній від холодних північних вітрів гірським масивом Ай-Петрі. Гаспра межує із заходу з селищем міського типу Кореїз.

### Клімат
Клімат субсередземноморський, субтропічного типу. Літо спекотне, при середній температурі липня 24 °C. Зима м'яка; середня температура лютого 4 °C. На рік випадає близько 675 мм опадів. Кількість годин сонячного сяйва — 2250 на рік. Купальний сезон триває з середини травня до кінця жовтня, для дітей і хворих — з кінця червня до початку жовтня.
Клімат Гаспри сухий. Відносна вологість повітря коливається від 52 % до 70 %. На сухість повітря впливає розташована поряд Ай-Петринська яйла, що змінює напрям вологих західних вітрів, а також кам'янистий ґрунт, що не затримує надовго вологу.

## Історія
У 70-х роках II століття — першій половині III століття тут існувала фортеця Харакс (на місці давнішого таврського поселення) — найбільша база римських військ у Криму. В часи середньовіччя — зона грецької колонізації (Гаспра від грец. «аспро» — білий). Відома як поселення з середини XVIII століття.
Після анексії Кримського ханства Російською імперією у 1783 році, землі навколо Гаспри роздаються російським аристократам (у тому числі членам царської сім'ї), які будують тут власні палаци (найвідоміший — так звана романтична Олександрія князя О. Голіцина).
За переписом 1897 року кількість мешканців становила 695 осіб (403 чоловічої статі та 292 — жіночої), з яких 84 — православної віри, 605 — магометанської.
На мисі Ай-Тодор бакинським нафтопромисловцем бароном В. Штейнгелем у 1911—1912 роках був зведений так званий замок кохання, відомий як «Ластівчине гніздо» — один із символів сучасного Криму. Помітну роль у господарському розвитку маєтку відігравало виноробство (зона впливу Лівадії).
За переписом 1926 року в селищі проживало 696 осіб, з них 534 кримських татар, 91 українець, 36 росіян, 31 грек, 2 німці та 1 білорус. 
У 1930 році Гаспра отримала статус селища міського типу. У роки німецько-радянської війни від листопада 1941 року по квітень 1944 року окупована гітлерівцями.
У травні 1944 році кримських татар депортували до Центральної Азії, а вже влітку того ж року в селище заселилися колгоспники з ростовської області росії.
На 1960—70-ті роки припадає розквіт Гаспри як курорту. Нині фактично становить єдине ціле зі смт Кореїз та курортною зоною смт Місхор.
14 грудня 2007 року рішенням Гаспринської селищної ради затверджені сучасний герб і прапор Гаспри.

## Населення
До кінця XIX століття Гаспра являла собою маленьке поселення населене переважно кримськими татарами. За переписом 1926 року в населенні були присутні такі етнічні групи: 534 кримських татарина, 91 українець, 36 росіян, 31 грек та інші. За даними всеукраїнського перепису населення 2001 року населення території, підпорядкованій смт Гаспра становило 10 178 осіб.
Роки переписів населення позначені (*) :
| 1805 | 1890 | 1926* | 1939* | 1979*  | 1989*  | 2001*  | 2009   | 2010   | 2011   |
| ---- | ---- | ----- | ----- | ------ | ------ | ------ | ------ | ------ | ------ |
| 88   | 488  | 696   | 2 118 | 11 717 | 13 722 | 10 178 | 11 251 | 11 312 | 11 313 |

## Соціальна сфера

### Освіта
У Гаспрі є дві школи — в населених пунктах Стройгородок (1—3 ступеня) та Марат (лише перший ступінь).

## Економіка
Розташування в зоні приморського кліматичного курорту зумовлює економічний розвиток Гаспри. За радянської влади тут був організований та діяв санаторій для дітей, які мають бронхіальну астму, хронічну пневмонію, залишкові явища нефриту. Крім того, були створені будинки відпочинку і пансіонат. Сезон роботи санаторно-курортних установ — цілий рік; купальний сезон триває з червня по жовтень.
У радянський час у селищі був побудований і працював завод залізобетонних виробів і будматеріалів. Навколо селища є виноградники, сади і тютюнові плантації.

## Транспорт
Через Гаспру проходять всі три основні автошляхи Південного берега Криму: верхня, середня і нижня. Основною є Верхня дорога, вона проходить практично через всі селища ПБК, середня була основною до побудови в 1960-ті роки верхньої, а сьогодні використовується для місцевого сполучення. Нижня дорога йде уздовж берега і в основному проходить через санаторії.
Автобусний транспорт (станом на 2007 рік):
- Маршрут 47 — з'єднує Кореїз (верхній Місхор) з Ялтою (центр), проходить через Гаспру.
- Маршрут 26 — Сімеїз—Ялта (автовокзал).
- Маршрут 32 — Ялта (центр)—Алупка (Воронцовський палац).
- Маршрут 27 — Ялта (автовокзал)—Алупка (Воронцовський палац).
- Рейсові автобуси на Форос.

Канатні дороги:
- Канатна дорога санаторію «Ясна Поляна»;
- Канатна дорога парк-готелю «Марат».

## Культура

### Визначні місця
- Руїни стародавнього укріплення Гаспра-Ісар, або Аспра-Ісар — це натуральна скеля поблизу Гаспри, з маленьким майданчиком нагорі; вхід можливий тільки із східного боку, який прямує штучною стінкою;
- Ластівчине гніздо (1911–1912, архітектор Леонід Шервуд, син відомого архітектора Володимира Шервуда і брат Володимира Шервуда) — пам'ятка архітектури та історії;
- Палац князя Олександра Голіцина і графині Софії Паніної (зараз санаторій «Ясна Поляна») з музейною кімнатою Льва Толстого, який жив тут у 1901–1902 роках. Тут він лікувався і працював: писав повість «Хаджі-Мурат» та низку статей. До Толстого в Гаспру приїжджали Антон Чехов, Олександр Купрін, Максим Горький, Федір Шаляпін. Будівля санаторію «Ясна Поляна», на якому розміщена меморіальна дошка на згадку про перебування Льва Толстого, — це побудований із сірого каменю палац зі стрілчастими вікнами і масивними восьмигранними бічними вежами, увінчані зубцями і вкритий плющем; зведений в 1830-х роках творцем Воронцовського палацу в Алупці архітектором Гунтом для князя Олександра Голіцина (1773–1844);
- «Сонячна стежка», відома також як «царська» та «горизонтальна»; з'єднує Лівадію (Лівадійський палац) із Гаспрою (санаторій імені Рози Люксембург); у минулому улюблене місце прогулянок сім'ї Миколи II[8];
- Таврські некрополі (V—I століття до н. е.);
- Римська фортеця Харакс (I—III століття) на мисі Ай-Тодор, зведена на місці таврійського поселення;
- Ай-Тодорський маяк;
- Санаторії «Роза Люксембург», «Перлина», «Ясна Поляна», «Дніпро», «Україна» та інші, на території яких є унікальні об'єкти.

### Парки
- Харакський парк
- Парк санаторію «Ясна Поляна»

## Символіка
Сучасна символіка Гаспри затверджена 14 грудня 2007 року рішенням Гаспринської селищної ради. У рішенні затверджувались герб Гаспри та прапор Гаспри.

## Цікаві факти
На честь селища названий астероїд 951 Гаспра.
У Гаспрі 4 вересня 2011 р. відбулося завершення Світової Серії Red Bull Cliff Diving. За змаганнями кліф-дайверів спостерігало близько 15 тисяч глядачів. На замку Ластівчине гніздо була встановлена платформа, відстань до води — 27 метрів.

## Міста-побратими
- Зейтінбаги, Туреччина